# Museu de la Resistència Holandesa
El Museu de la Resistència Holandesa és un museu d'Amsterdam que mostra, a través d'objectes i documents autèntics, de fotografies i d'audiovisuals la història d'Holanda sota l'ocupació alemanya durant la Segona Guerra Mundial. Sobre la base d'històries personals, s'explica les diverses reaccions de la societat holandesa davant de l'ocupació: els qui van col·laborar amb els alemanys, els que es van mantenir neutrals a causa del temor a l'ocupant i els que es van organitzar en un moviment de resistència per boicotejar l'ocupació. El museu fou creat el 1985, i es traslladà l'any 1999 a la seva actual ubicació a l'edifici Plancius, antiga seu d'una societat coral jueva.
En plena Segona Guerra Mundial, Holanda, que s'havia mantingut neutral, va ser ocupada per l'exèrcit de Hitler durant cinc anys, des del 14 de maig de 1940 fins al 5 de maig de 1945. Molts homes van ser forçats a treballar per a la indústria de guerra alemanya i s'aplicaren les mateixes polítiques repressives contra la població jueva, contra altres minories ètniques i contra totes aquelles persones que el règim nazi no considerava "dignes". A la fi de la guerra, tropes aliades amb el suport de la resistència holandesa van alliberar el país. Unes 120.000 persones van ser empresonades per haver col·laborat amb els ocupants.